# Bátorkeszi István
Bátorkeszi István (Bátorkeszi, 1640 körül – Nápoly, 1675.) református prédikátor, költő.

## Élete
A veszprémi reformátusok 1669-ben magukhoz vették lelkésznek. 1674-ben a pozsonyi rendkívüli törvényszék előtt ő is megjelent. Elítélték és gályarabságra vitték negyedmagával Nápolyba. A veszprémiek nem töltötték be a helyét, sőt több alkalommal folyamodtak is érte, és rabságában pénzzel segítették.
Ő írta a Gályarabságra hurcolt prédikátorok énekét, ennek szövege a Szentesy-daloskönyvben található Cantio elegans címmel.